# Brutovce
Brutovce es un municipio del distrito de Levoča en la región de Prešov, Eslovaquia, con una población estimada a final del año 2024 de 144 habitantes.
Se encuentra ubicado al suroeste de la región, cerca del río Hernád (cuenca hidrográfica del río Tisza) y de la frontera con la región de Košice.

## Demografía
| Año        | 1994 | 2004    | 2014     | 2024     |
| ---------- | ---- | ------- | -------- | -------- |
| Población  | 238  | 217     | 188      | 144      |
| Diferencia |      | −8,82 % | −13,36 % | −23,40 % |

| Año        | 2023 | 2024    |
| ---------- | ---- | ------- |
| Población  | 146  | 144     |
| Diferencia |      | −1,36 % |